# Julia Marino
Julia Marino (ur. 14 kwietnia 1992 w Bahía Negra) – paragwajska narciarka dowolna, do 2013 reprezentująca Stany Zjednoczone. Specjalizuje się w konkurencji slopestyle i halfpipe. Marino jest pierwszym paragwajskim sportowcem, który wystąpił na zimowych igrzyskach olimpijskich. Udział w konkurencji slopestyle na igrzyskach w Soczi w 2014 zakończyła na 17. miejscu.
Najlepsze wyniki w Pucharze Świata osiągnęła w sezonie 2012/2013, kiedy to zajęła 70. miejsce w klasyfikacji generalnej, a w klasyfikacji slopestyle'u była 11.

## Osiągnięcia

### Puchar Świata

#### Miejsca w klasyfikacji generalnej
- sezon 2011/2012: 161.
- sezon 2012/2013: 70.
- sezon 2013/2014: 149.

#### Miejsca na podium w zawodach
1. Sierra Nevada – 23 marca 2013 (slopestyle) – 2. miejsce